# Очилат дрозд
Очилат дрозд (Catharus ustulatus) е вид птица от семейство Turdidae.

## Разпространение и местообитание
Разпространен е в Аржентина, Бахамските острови, Белиз, Бермудските острови, Боливия, Бразилия, Венецуела, Гватемала, Доминиканската република, Еквадор, Кайманови острови, Канада, Колумбия, Коста Рика, Куба, Мексико, Никарагуа, Панама, Перу, Салвадор, САЩ, Сен Пиер и Микелон, Търкс и Кайкос, Хаити и Хондурас.